# 14466 Годж
14466 Годж (14466 Hodge) — астероїд головного поясу, відкритий 25 липня 1993 року.
Тіссеранів параметр щодо Юпітера — 3,317.
Названий на честь американського астронома Пола В. Годжа, професор астрономії в університеті штату Вашингтон.